# Río Iton
El río Iton es un río de Francia, afluente por la izquierda del río Eure. Nace en la región de Perche (Orne), en la comuna de la Ferrière-au-Doyen, en el lugar llamado la Chérougerie, a 260 m sobre el nivel del mar, y desemboca en el río Eure en Acquigny (Eure), tras un curso de 132 km. Drena una cuenca de 1300 km².
Riega los departamentos franceses de Orne y Eure. En su curso superior presenta la característica peculiar de desaparecer por 10 km (el tramo llamado Sec-Iton) en la zona del bosque de Évreux. La mayor ciudad de su recorrido es la misma Évreux.